# Ризото

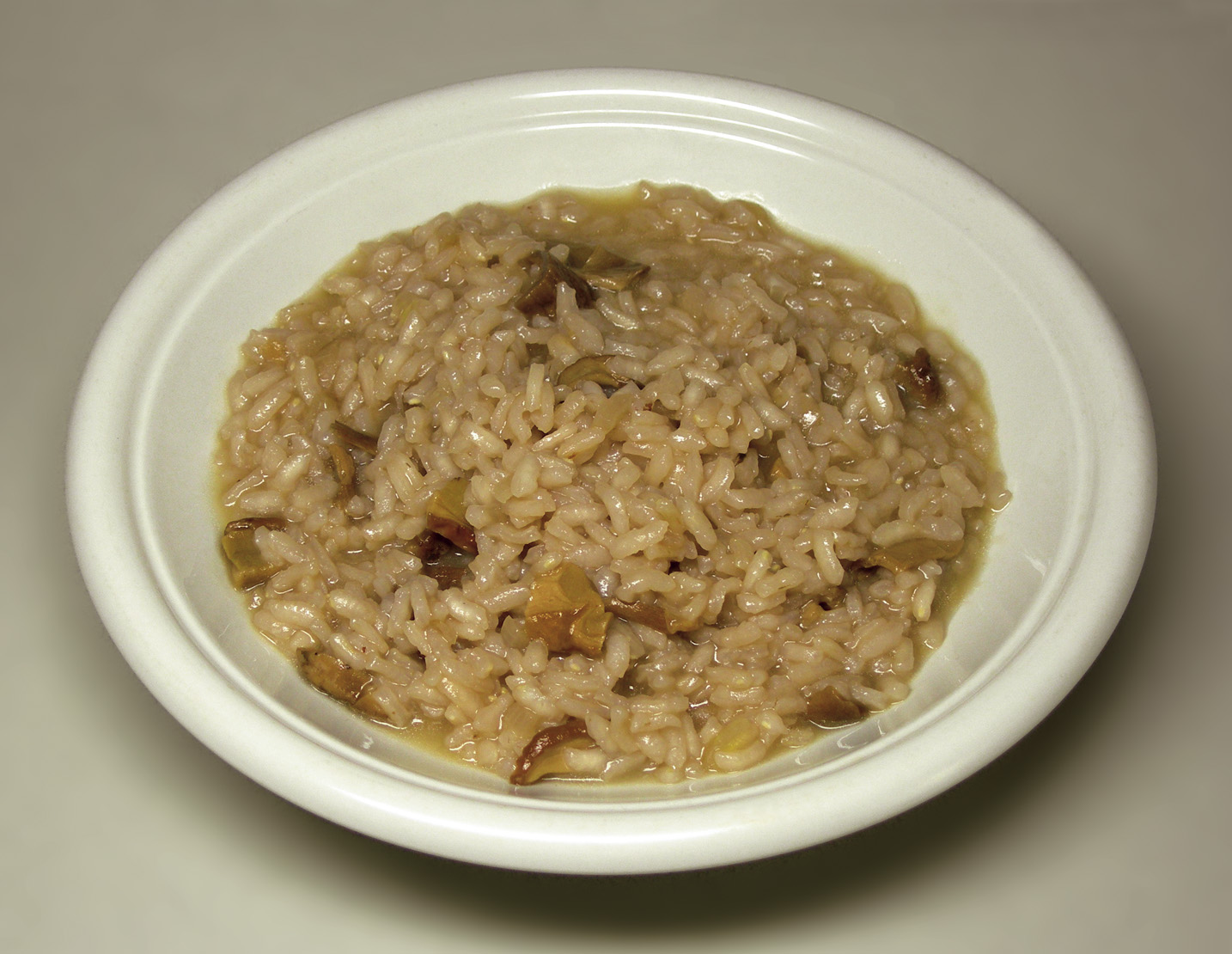
Ризото з грибами

Ризо́то (італ. risotto, значить «маленький рис») — розповсюджена страва з рису в Північній Італії. Перша письмова згадка про нього зустрічається в XIX столітті.

## Опис
Для ризото використовується круглий, багатий крохмалем рис (найчастіше сорту арборіо), який, залежно від регіону, попередньо обсмажують на оливковій олії або вершковому маслі. Після цього в рис доливають бульйон (м'ясний або овочевий) з розрахунку 1 літр на 1 склянку рису й тушкують при постійному помішуванні. Після додають бажаний наповнювач — м'ясо, морепродукти, гриби, овочі або фрукти. Іноді, для того щоб додати готовій страві ще більшу кремовість, у майже готову страву додають суміш збитого віночком вершкового масла з тертим пармезаном або пекоріно. Існує безліч варіантів ризото і страва не має точного складу компонентів і співвідношення продуктів.

## Галерея

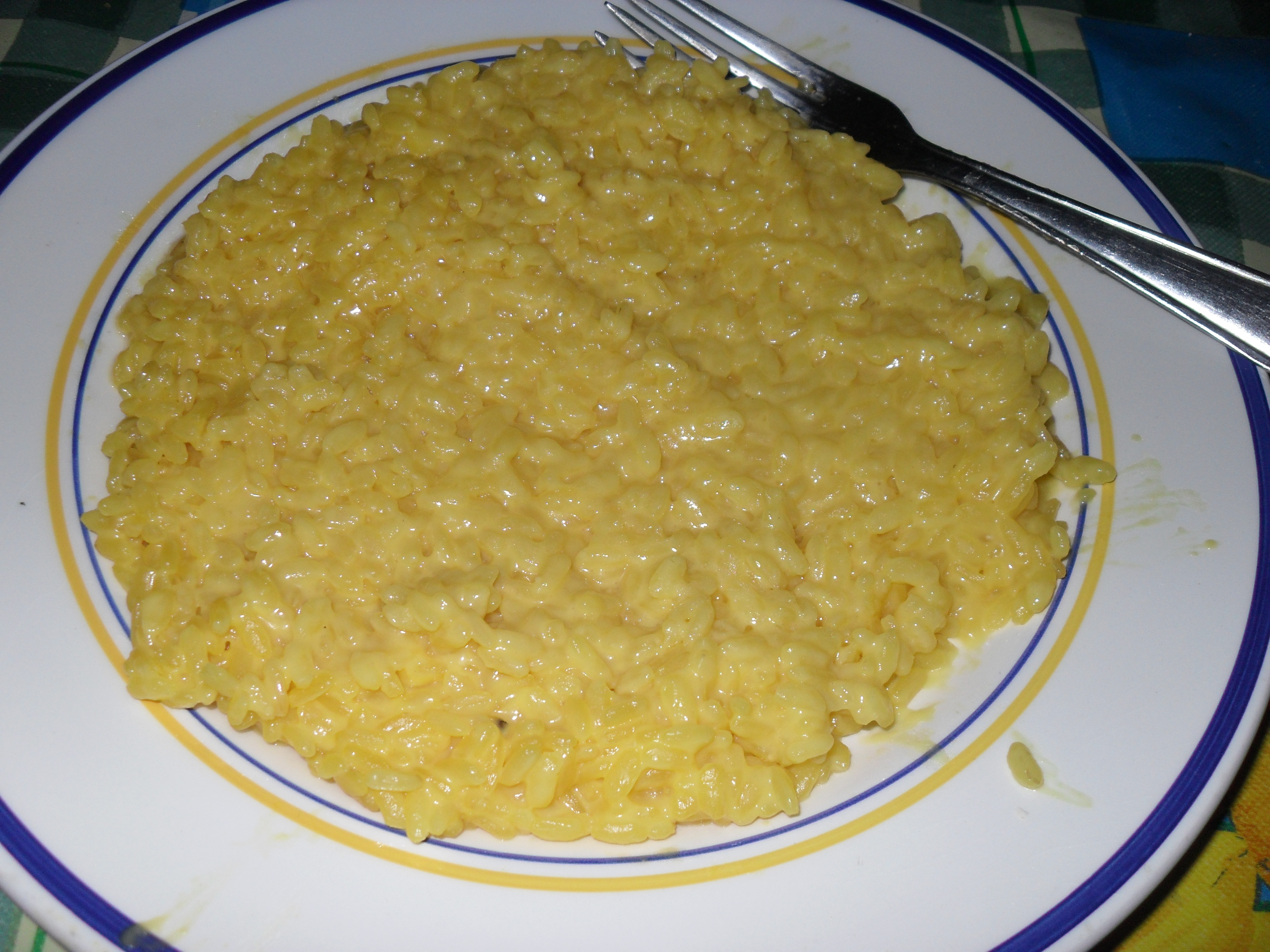
Ризото міланські
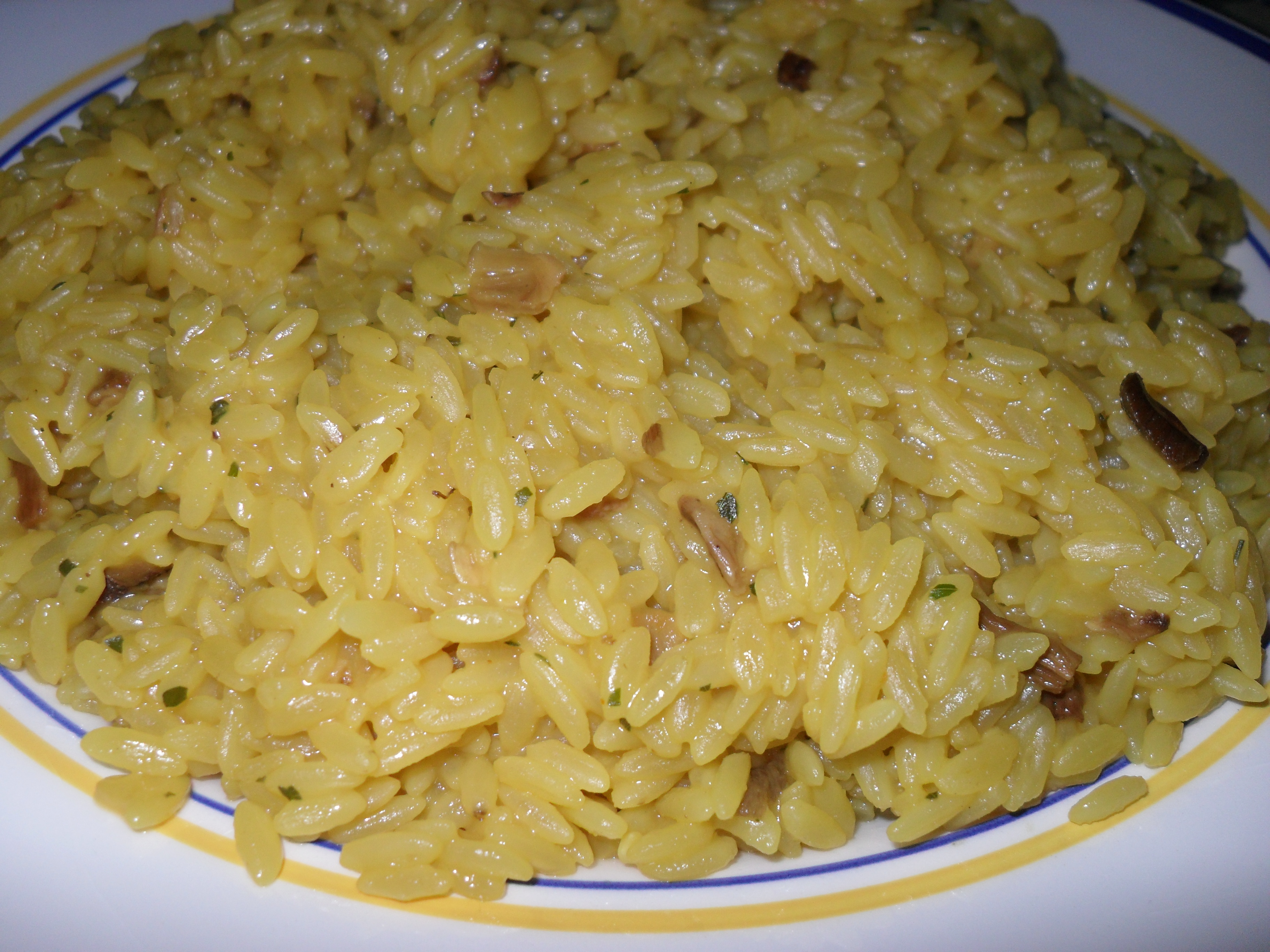
Ризото з білими грибами
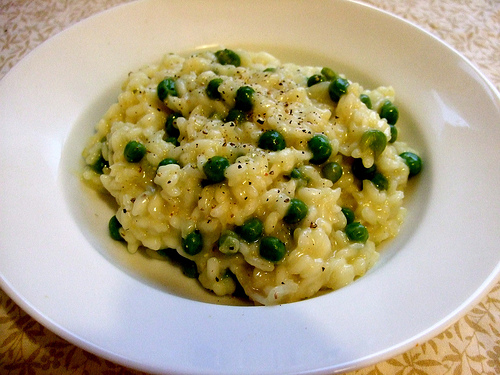
Ризото з горохом
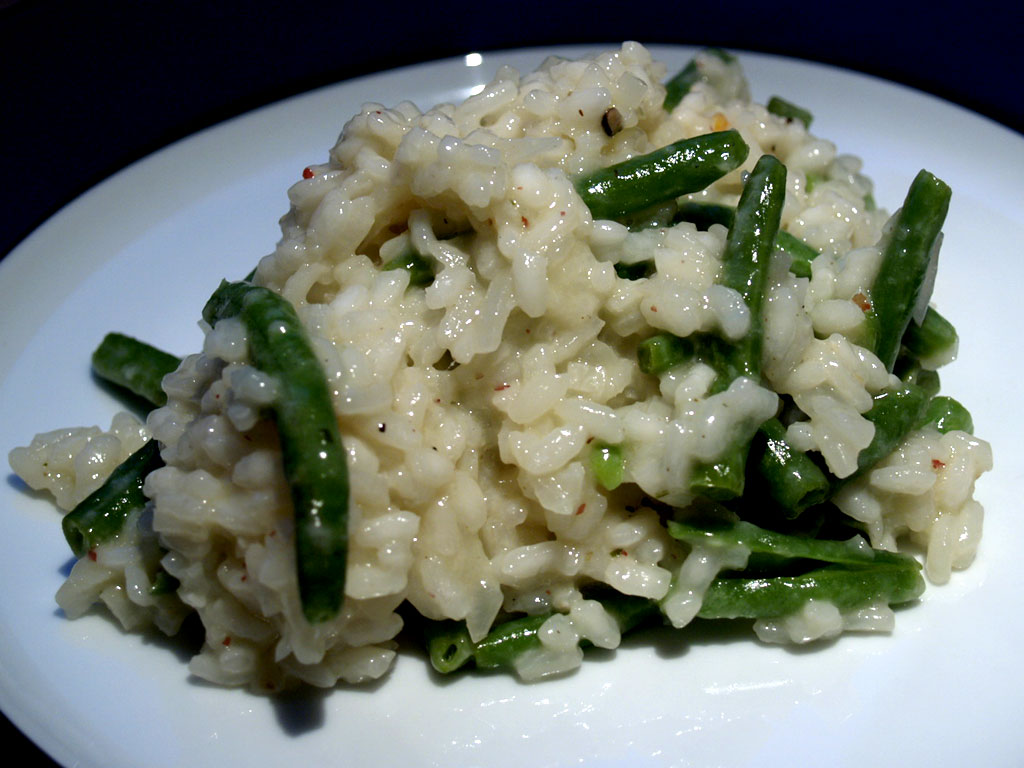
Ризото з квасолею
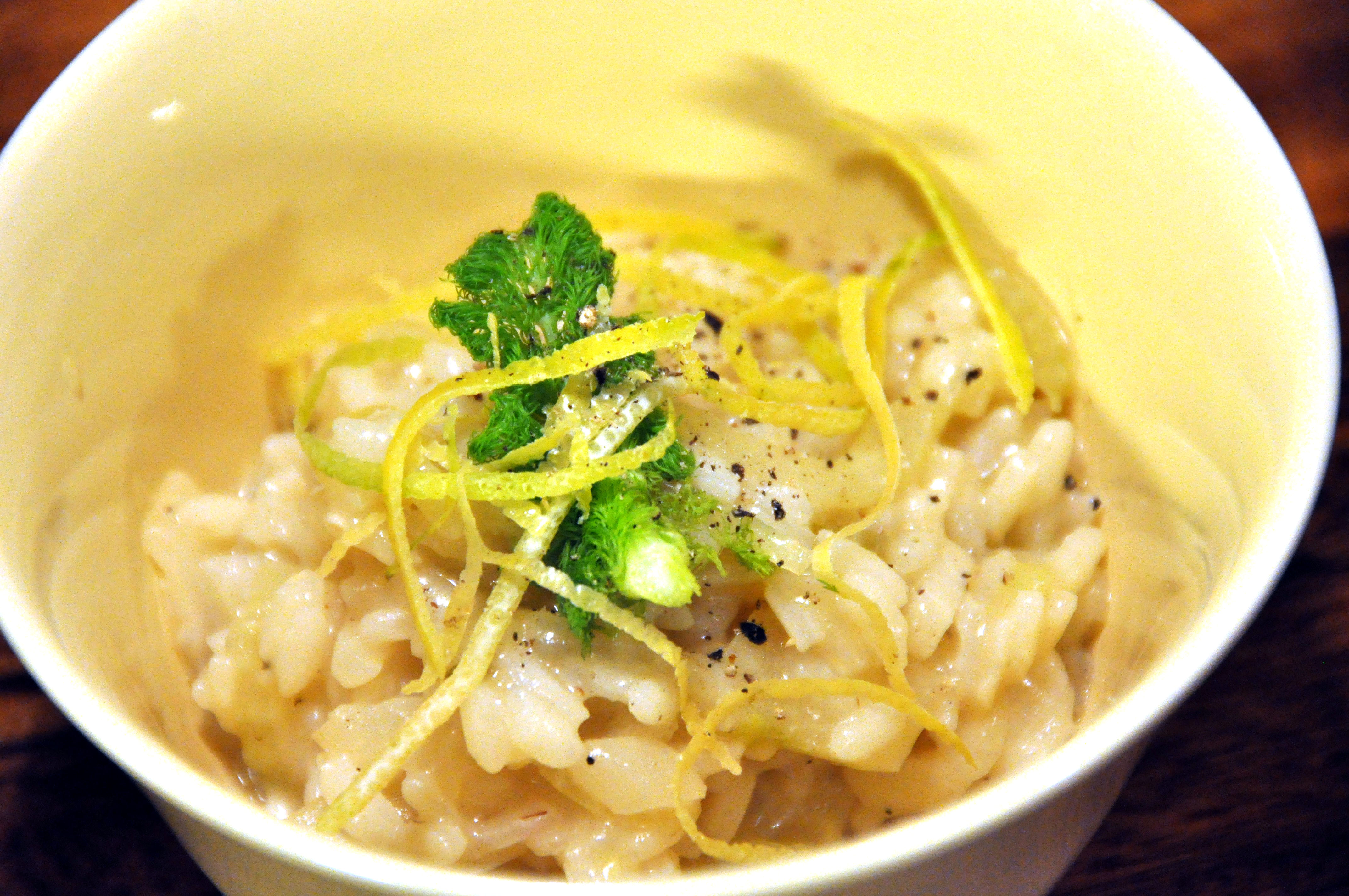
Ризото з лимоном та фенхелем
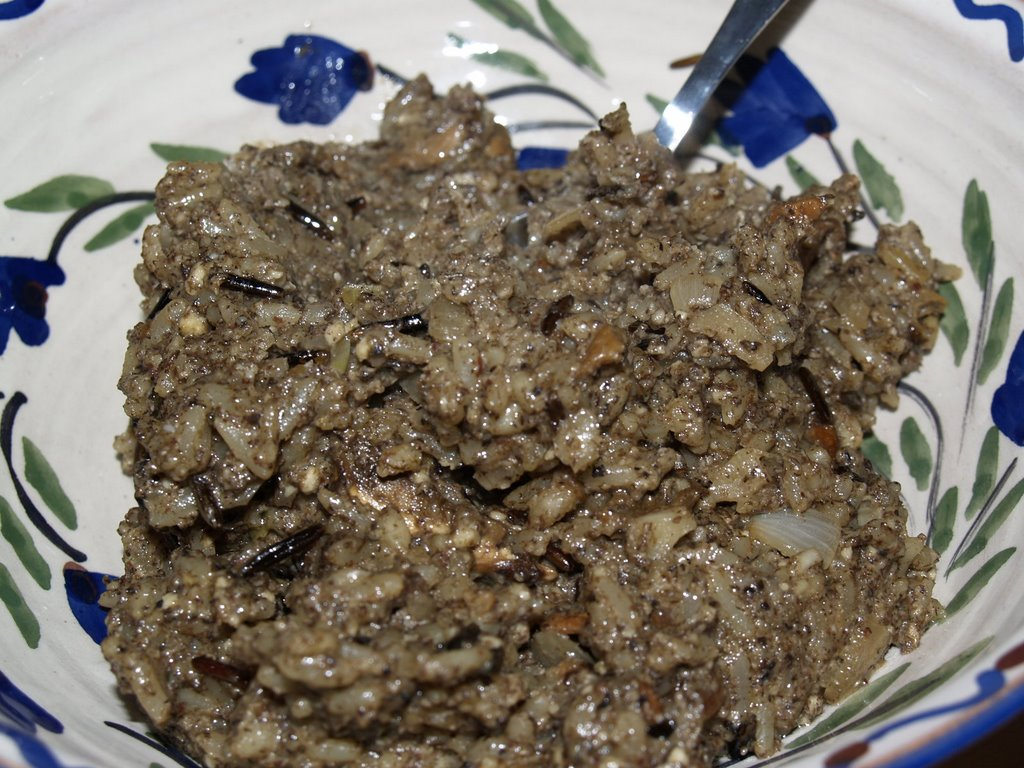
Ризото з грибами, горіхами і Пармезаном
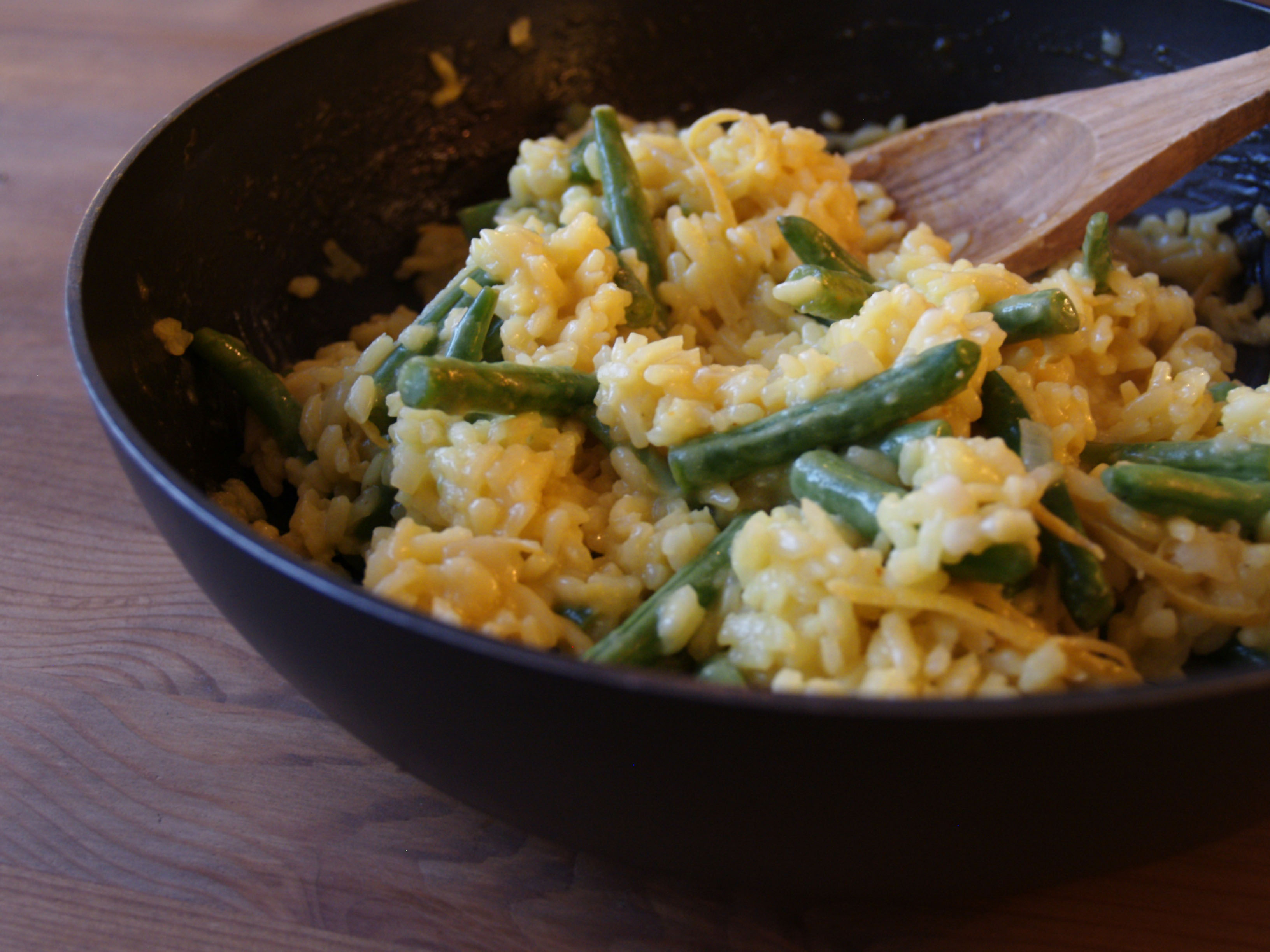
Ризото із зеленою квасолею і лимоном
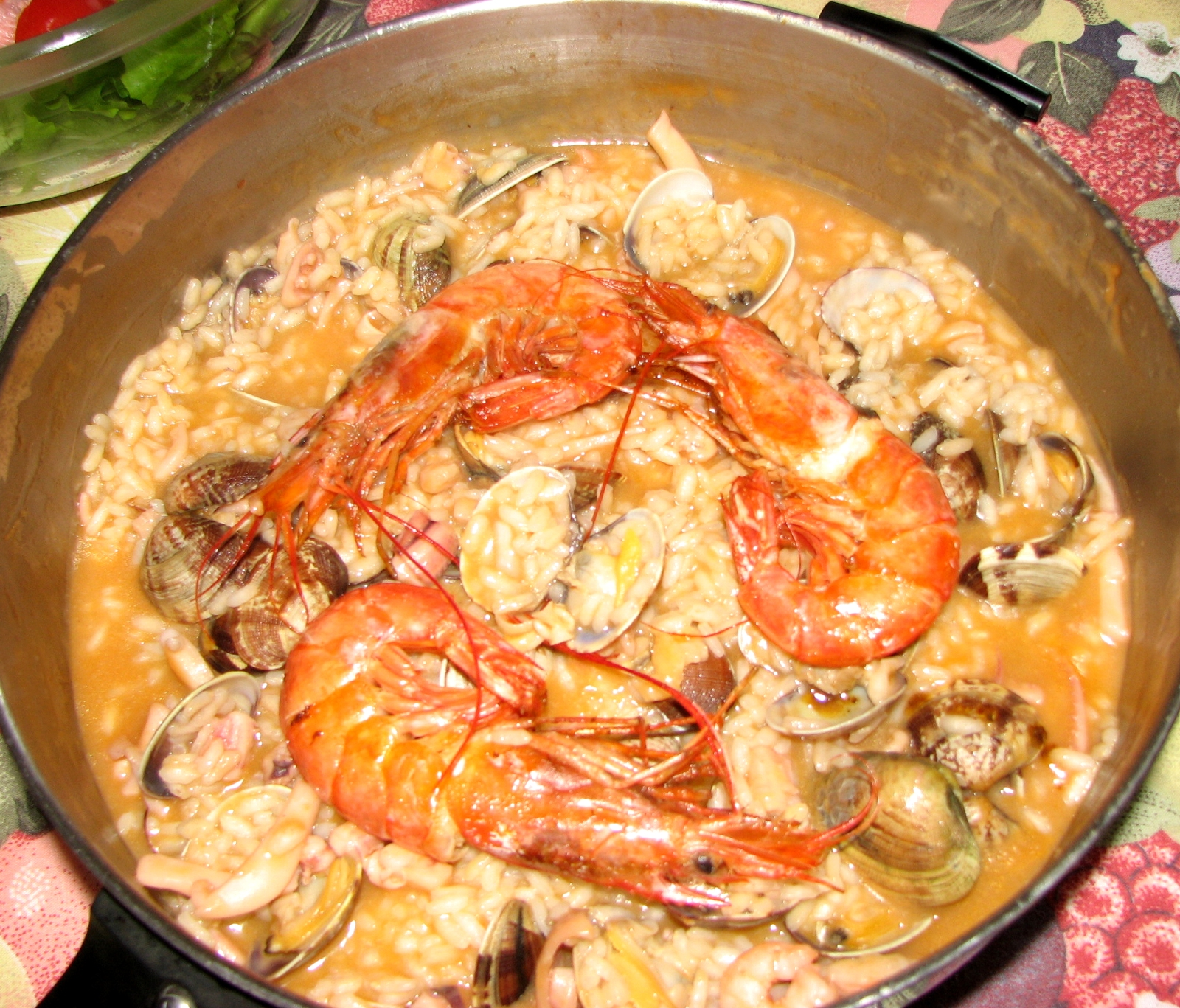
Ризото з креветками
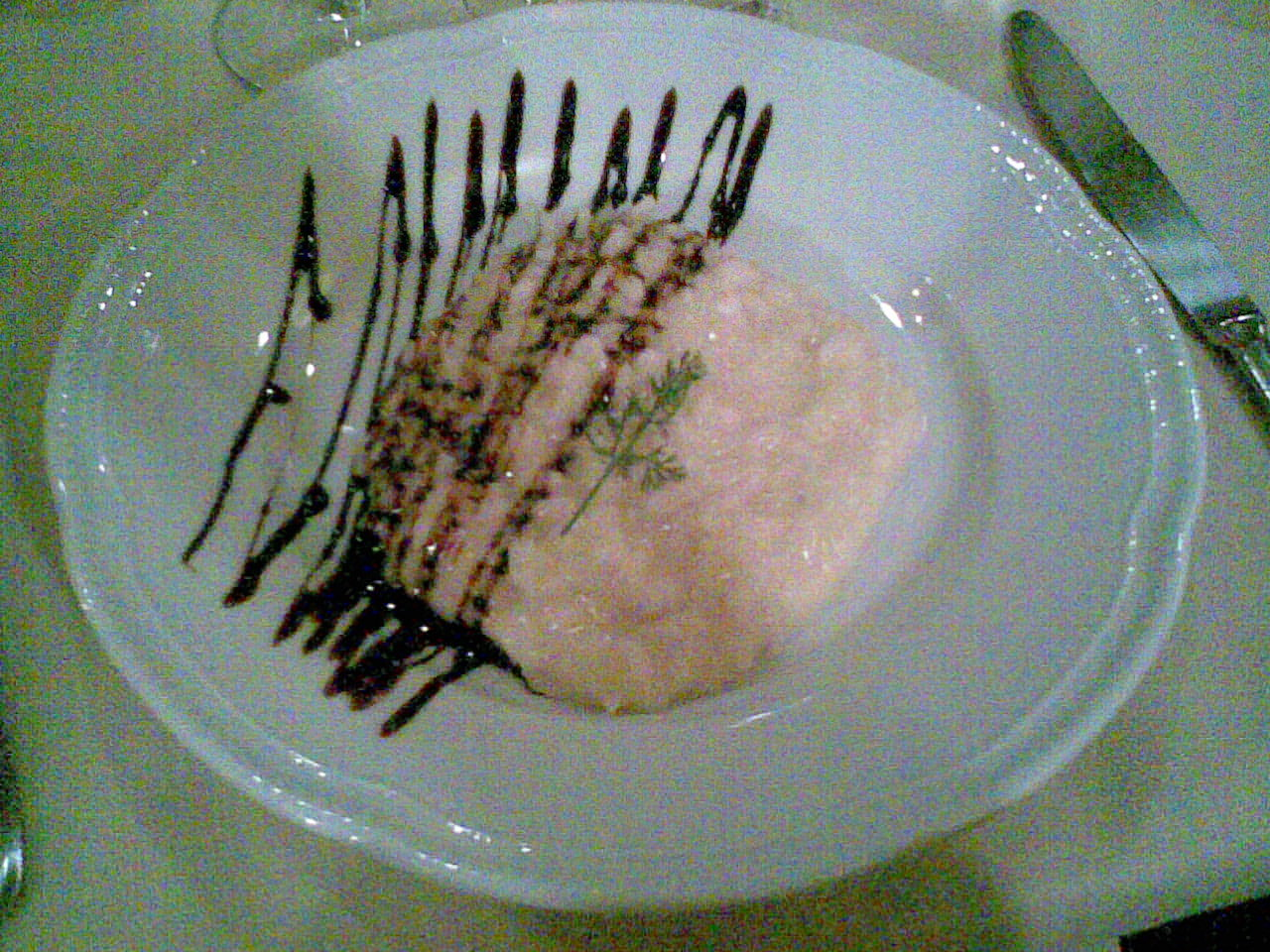
Ризото з пармезаном і бальзамічним оцтом
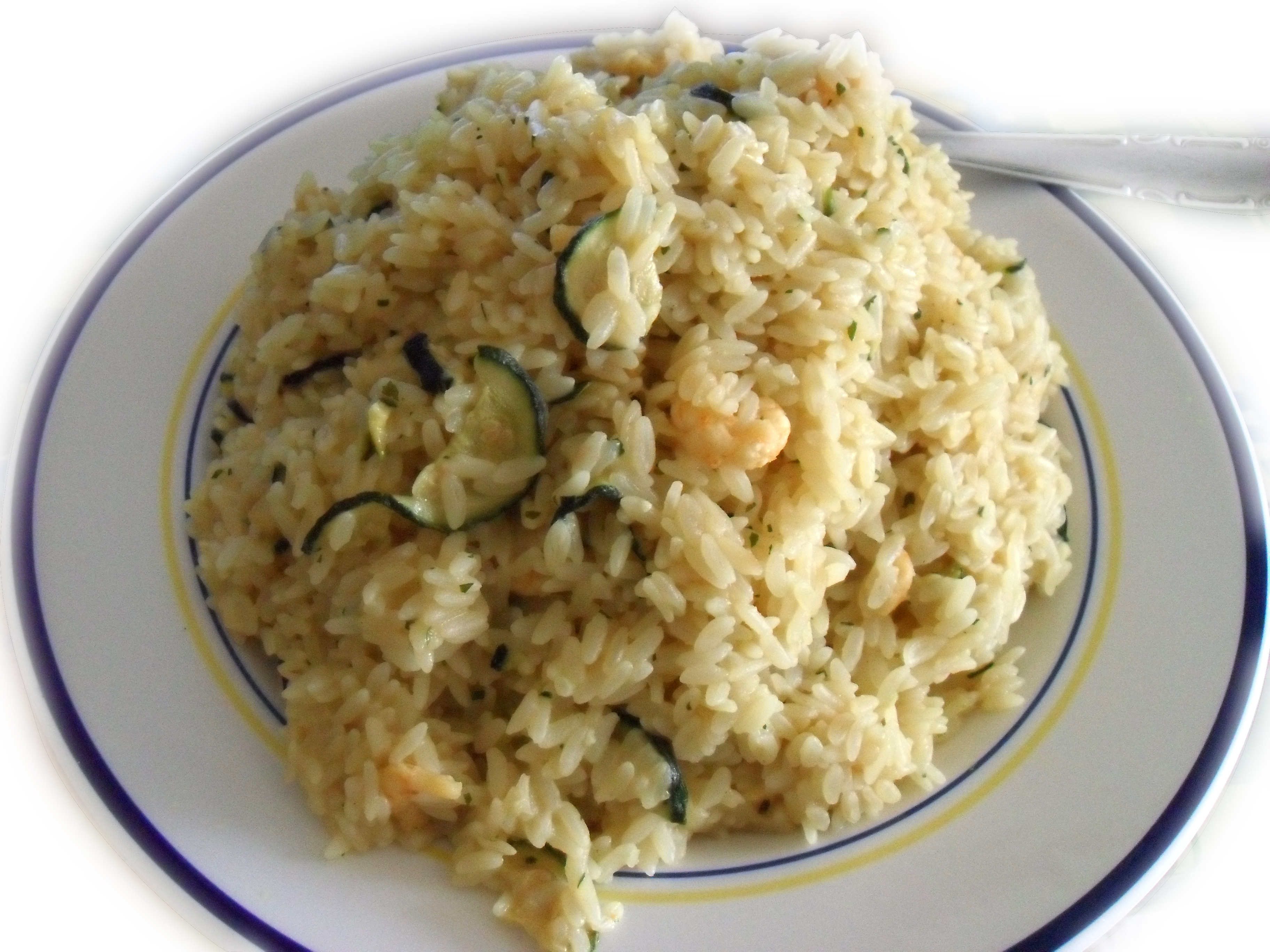
Ризото з креветками і кабачками